# ويليام سيلفا
ويليام سيلفا (بالبرتغالية: William Carvalho da Silva) (16 نوفمبر 1954 في البرازيل - ) هو لاعب كرة طائرة شاطئية ولاعب كرة طائرة برازيلي. شارك في الألعاب الأولمبية الصيفية 1980 والألعاب الأولمبية الصيفية 1976 والألعاب الأولمبية الصيفية 1988 والألعاب الأولمبية الصيفية 1984.

## وصلات خارجية
- ويليام سيلفا على موقع قاعدة بيانات الكرة الطائرة الشاطئية (الإنجليزية)
- ويليام سيلفا على موقع أوليمبيديا (الإنجليزية)
- ويليام سيلفا على موقع اللجنة الأولمبية البرازيلية (البرتغالية)